# Calycomyza genebrensis
Calycomyza genebrensis este o specie de muște din genul Calycomyza, familia Agromyzidae, descrisă de Esposito și Prado în anul 1993. Conform Catalogue of Life specia Calycomyza genebrensis nu are subspecii cunoscute.